# Bronk (cràter)
Bronk és un cràter d'impacte erosionat que es troba a la cara oculta de la Lluna, fora de la vista de la Terra. Es localitza al sud-est del cràter més gran Kovalevskaya. A menys d'un diàmetre del cràter cap a l'est-nord-est apareix el cràter Bobone, més petit.

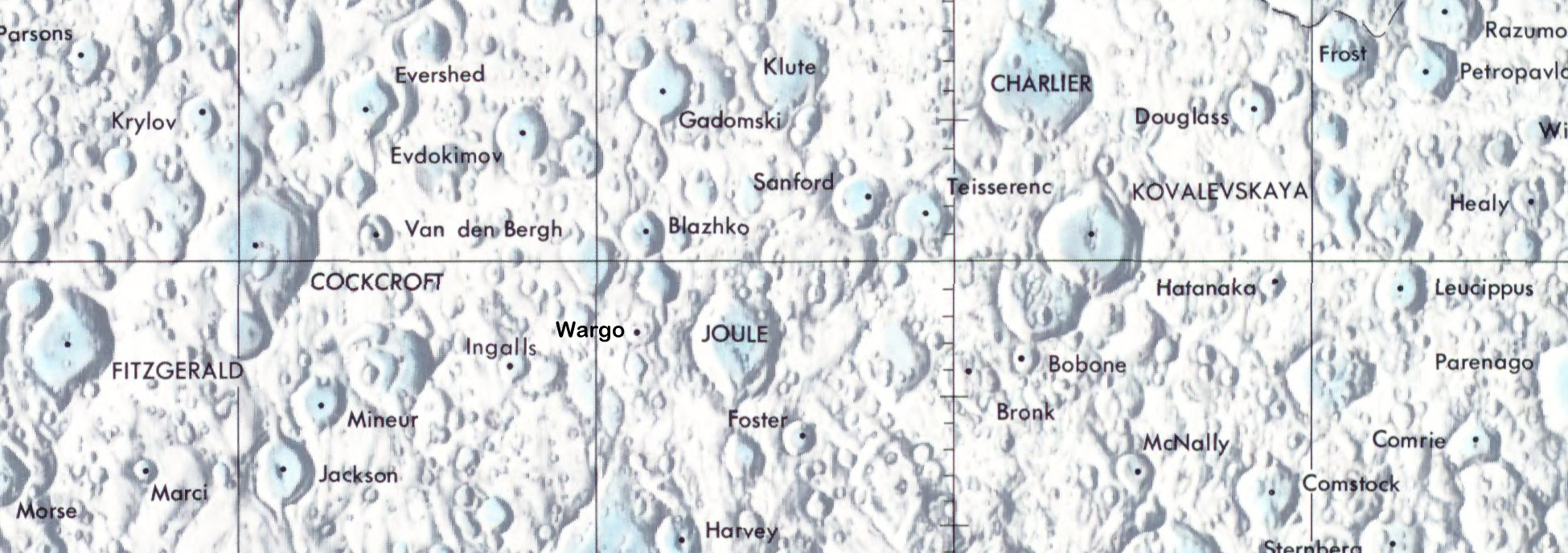
Localització de Bronk (centre de la meitat inferior de la imatge)
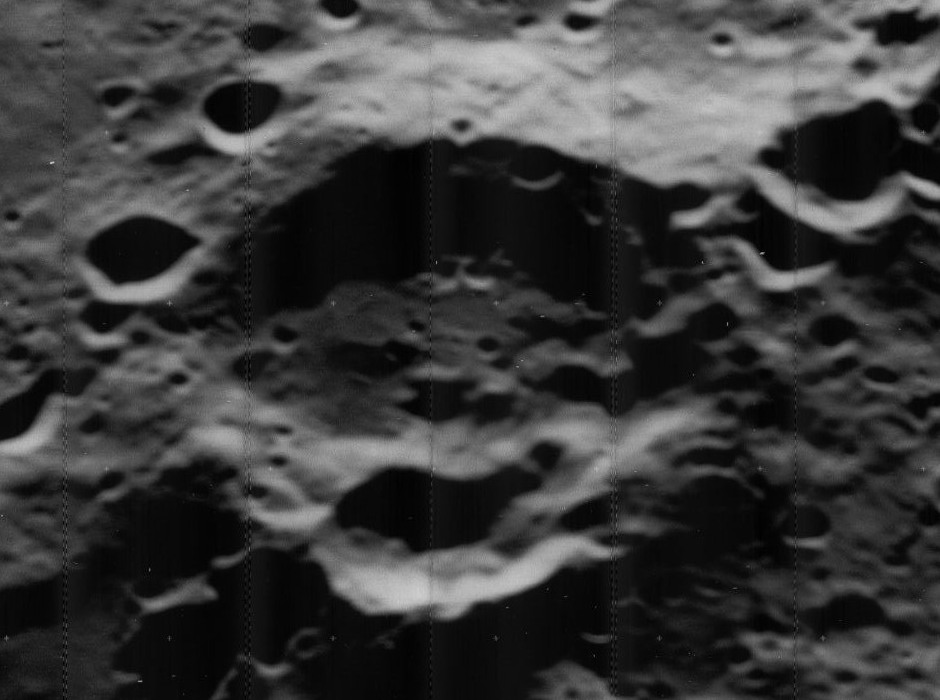
Imatge obliqua de la missió Lunar Orbiter 5

Aquest cràter ha estat desgastat i erosionat per impactes posteriors. Un petit cràter se superposa a la vora oriental, i gran part del nord-est i nord del contorn s'ha desintegrat per impactes menors. En la vora sud apareix una depressió i en el costat sud-oest té una protuberància cap a l'exterior. El sòl interior també és aspre i una mica irregular, amb diversos petits cràters que marquen la seva superfície.
La primera observació del cràter va ser informada per la Zond 3 el 1965.